# 茜部大野
茜部大野（あかなべおおの）は、岐阜県岐阜市の町名。現行行政地名は茜部大野1丁目から2丁目。郵便番号は500-8261（集配局:岐阜中央郵便局）。

## 地理
岐阜市南部に位置し、西は六条片田、南は茜部中島・茜部本郷、北は加納南陽町・加納鉄砲町・加納花ノ木町に接する。

### 河川
- 荒田川

## 世帯数と人口
2024年（令和6年）4月1日現在の世帯数と人口は以下の通りである。
| 町丁          | 世帯数  | 人口    |
| ------------- | ------- | ------- |
| 茜部大野1丁目 | 140世帯 | 264人   |
| 茜部大野2丁目 | 435世帯 | 744人   |
| 計            | 575世帯 | 1,008人 |

## 学区
市立小・中学校に通う場合、学区は以下の通りとなる。
| 地域 | 小学校             | 中学校             |
| ---- | ------------------ | ------------------ |
| 全域 | 岐阜市立茜部小学校 | 岐阜市立加納中学校 |

## 歴史

### 沿革
- 1970年（昭和45年）8月1日 - 茜部の一部より、茜部大野1～2丁目が成立[6][4]。

## 施設
- 岐阜信用金庫茜部支店
- 岐阜城南郵便局
- 山之上公民館
- 山上院

## 交通
- 国道157号（加納中通り）
- 岐阜県道151号岐阜羽島線（岐阜西通り）